# Rolf Recknagel
Rolf Recknagel (* 2. Februar 1918 in Steinbach-Hallenberg; † 5. April 2006 in Leipzig) war ein deutscher Literaturwissenschaftler. Er studierte in Jena und Leipzig. Seit 1954 war er Dozent für ausländische Literatur der Gegenwart an der Fachschule für Bibliothekare in Leipzig. 1973 promovierte er zum Dr. phil.
Recknagel wurde vor allem dadurch bekannt, dass er auf Grund stilistischer Vergleiche in B. Traven den Münchner Autor, Schauspieler,  Räterevolutionär und Herausgeber und alleinigen Autor der Zeitschrift Der Ziegelbrenner (1917–1921) „Ret Marut“ identifizieren konnte. Außerdem veröffentlichte Recknagel Biografien zu Jack London und Oskar Maria Graf.
Im Jahr 1970 wurde Recknagel mit dem Heinrich-Heine-Preis des Ministeriums für Kultur der DDR und 1978 mit dem Vaterländischen Verdienstorden in Bronze ausgezeichnet.
Der Liedermacher Gerulf Pannach war sein Schwiegersohn.